# 太行菊属
太行菊属（学名：Opisthopappus）是菊科下的一个属，为多年生草本植物。该属共有太行菊（O. taihangensis）和长裂太行菊（O. longilobus）两种，中国山西、河北、河南等地特产。